# Chobera lacriphagum
Chobera lacriphagum is een vlinder van de familie van de grasmotten (Crambidae). De wetenschappelijke naam van deze soort is voor het eerst voorgesteld als Thliptoceras lacriphagum door Hans Bänziger in een publicatie uit 1987. Deze soort voedt zich met traanvocht, waaraan het zijn naam te danken heeft. De spanwijdte van het mannetje bedraagt 21 tot 22 millimeter.

## Verspreiding
De soort komt voor in Thailand (Chiang Mai).

## Type
- holotype: "male. 13.V.1981. leg. Bänziger. genitalia slide 777"
- instituut: BMNH, Londen, Engeland
- typelocatie: "Thailand, Chiengmai Prov., near road Chiengmai-Chiengdao, km 55, 400 m"